# Thomas van den Belt
Thomas van den Belt (Zwolle, 18 de junio de 2001) es un futbolista neerlandés que juega como centrocampista en el F. C. Twente de la Eredivisie.

## Trayectoria
Se formó en el PEC Zwolle de su ciudad natal e hizo su debut con el primer equipo en la Eredivisie 2020-21. A esta categoría consiguió un ascenso en la temporada 2022-23, en la que marcó dieciséis goles y dio ocho asistencias. Estos registros le permitieron fichar por el Feyenoord, que tras un primer año lo cedido al C. D. Castellón que acababa de ascender a la Segunda División de España. Tras esta cesión se unió al F. C. Twente.

## Estadísticas

### Clubes
Actualizado al último partido disputado el 28 de enero de 2024.
| Club                      | Div.          | Temporada     | Liga  | Liga  | Liga   | Copas nacionales | Copas nacionales | Copas nacionales | Copas internacionales | Copas internacionales | Copas internacionales | Total | Total | Total  |
| Club                      | Div.          | Temporada     | Part. | Goles | Asist. | Part.            | Goles            | Asist.           | Part.                 | Goles                 | Asist.                | Part. | Goles | Asist. |
| ------------------------- | ------------- | ------------- | ----- | ----- | ------ | ---------------- | ---------------- | ---------------- | --------------------- | --------------------- | --------------------- | ----- | ----- | ------ |
| PEC Zwolle · Países Bajos | 1.ª           | 2020-21       | 9     | 0     | 0      | 0                | 0                | 0                | —                     | —                     | —                     | 9     | 0     | 0      |
| PEC Zwolle · Países Bajos | 1.ª           | 2021-22       | 30    | 3     | 1      | 3                | 0                | 1                | —                     | —                     | —                     | 33    | 3     | 2      |
| PEC Zwolle · Países Bajos | 2.ª           | 2022-23       | 35    | 16    | 8      | 2                | 0                | 0                | —                     | —                     | —                     | 37    | 16    | 8      |
| PEC Zwolle · Países Bajos | Total club    | Total club    | 74    | 19    | 9      | 5                | 0                | 1                | 0                     | 0                     | 0                     | 79    | 19    | 10     |
| Feyenoord · Países Bajos  | 1.ª           | 2023-24       | 5     | 0     | 0      | 1                | 0                | 0                | 1                     | 0                     | 0                     | 7     | 0     | 0      |
| Feyenoord · Países Bajos  | Total club    | Total club    | 5     | 0     | 0      | 1                | 0                | 0                | 1                     | 0                     | 0                     | 7     | 0     | 0      |
| C. D. Castellón · España  | 2.ª           | 2024-25       | 0     | 0     | 0      | 0                | 0                | 0                | ―                     | ―                     | ―                     | 0     | 0     | 0      |
| C. D. Castellón · España  | Total club    | Total club    | 0     | 0     | 0      | 0                | 0                | 0                | 0                     | 0                     | 0                     | 0     | 0     | 0      |
| Total carrera             | Total carrera | Total carrera | 79    | 19    | 9      | 6                | 0                | 1                | 1                     | 0                     | 0                     | 86    | 19    | 10     |

## Palmarés

### Títulos nacionales
| Título                   | Club      | País         | Año  |
| ------------------------ | --------- | ------------ | ---- |
| Copa de los Países Bajos | Feyenoord | Países Bajos | 2024 |